# Ljudska univerza Gornja Radgona
Ljudska univerza Gornja Radgona je ljudska univerza s sedežem na Trgu svobode 4 (Gornja Radgona); ustanovljena je bila leta 1991.